# 邻玉长江大桥
泸州邻玉长江大桥（前称泸州长江六桥）是中国四川省泸州市江阳区的一座跨越长江的斜拉桥，位于已关闭的泸州蓝田机场，于2017年11月开工建设，2023年12月20日通车。
大桥全长1,722米，为八车道公路大桥，远期可将两车道交由泸州轻轨使用。